# Tanart Sathienthirakul

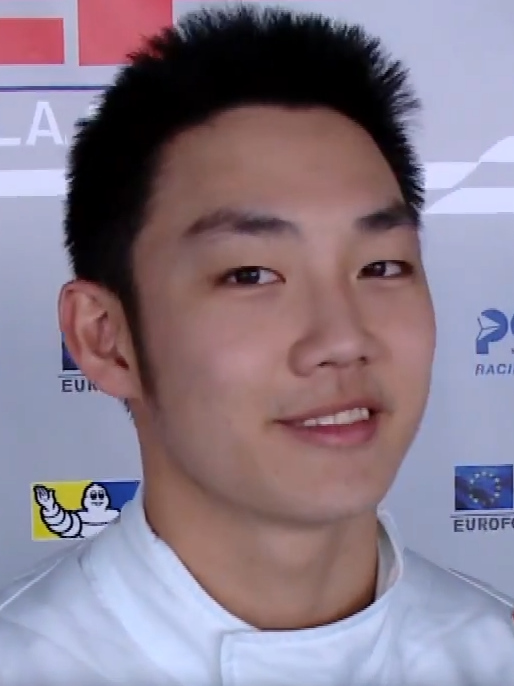
2015

Tanart Sathienthirakul (Bangkok, 29 november 1992) is een Thais autocoureur.

## Carrière
Sathienthirakul begon zijn autosportcarrière in het karting in 2006, waarin hij tot 2011 actief bleef. Hij werd kampioen in de Rotax Max-klasse van het Aziatische kampioenschap in 2006 en in de KF2-klasse van het Thaise kampioenschap in 2009.
In 2012 maakte Sathienthirakul de overstap naar het formuleracing en maakte zijn debuut in de Toyota Racing Series voor het team M2 Competition en eindigde als veertiende in het kampioenschap met 383 punten en drie negende plaatsen als beste resultaat. Hierna stapte hij over naar Europa om voor het team Manor MP Motorsport zijn debuut te maken in de Formule Renault 2.0 NEC. Met twee twaalfde plaatsen op de Hockenheimring en het Autodrom Most als beste resultaten werd hij 27e in de eindstand met 60 punten. Daarnaast reed hij voor Manor MP in de Eurocup Formule Renault 2.0 in de raceweekenden op de Nürburgring en de Hungaroring.
In 2013 keerde Sathienthirakul terug in de Toyota Racing Series, maar stapte over naar het team ETEC Motorsport. Hij verbeterde zichzelf naar de elfde positie in het kampioenschap met 462 punten en een vijfde plaats op Hampton Downs Motorsport Park als beste resultaat. Hierna keerde hij tevens terug in de Formule Renault 2.0 NEC, maar stapte over naar het ART Junior Team. Met een vijfde plaats op Spa-Francorchamps als beste resultaat verbeterde hij zich naar de elfde plaats in de eindstand met 123 punten. Daarnaast nam hij vanaf het derde raceweekend op het Ordos International Circuit deel aan de Formula Masters China voor Eurasia Motorsport. In het laatste raceweekend op het Shanghai International Circuit behaalde hij zijn eerste overwinning in het formuleracing en werd mede hierdoor zevende in het kampioenschap met 115 punten.
In 2014 maakte Sathienthirakul zijn Formule 3-debuut in de Euroformula Open voor het Team West-Tec F3. Met een vierde plaats in het eerste raceweekend op de Nürburgring als beste resultaat werd hij zevende in het kampioenschap met 69 punten. Hiernaast maakte hij zijn debuut in de GT-racerij in de GT Asia, waarin hij twee races reed en als 31e in het kampioenschap eindigde met 18 punten.
In 2015 bleef Sathienthirakul in de Euroformula Open rijden voor West-Tec. Tijdens het eerste racewekeend op het Circuito Permanente de Jerez behaalde hij zijn eerste podiumplaats in het kampioenschap om er op het Autódromo do Estoril en de Red Bull Ring nog twee aan toe te voegen. Daarnaast maakte hij zijn debuut in het Europees Formule 3-kampioenschap in het laatste raceweekend op de Hockenheimring als vervanger van Mahaveer Raghunathan bij het team Motopark.